# Front d'Alliberament del Sàhara
El Front d'Alliberament del Sàhara o més correctament el "Front d'Alliberament de Saguiet El Hamra i Rio de Oro", és un moviment nacionalista del Sàhara sorgit el 1968 com a continuació del moviment Al-Muslim fundat el 1967. Poc després de la fundació, el 1969, va ésser absorbit per l'Organització de Vanguardia per l'alliberament de Saguia el Hamra i Río de Oro a la que s'esmentava simplement com "el Partit" i el líder de la qual fou Mohamed Sidi Ibrahim Basir (alias Basiri) que va desaparèixer el 1970 després de ser detingut pels espanyols.